# Martín de Aguilar
Martin d'Aguilar fue un marino y explorador español, recordado por haber participado en la expedición de Sebastián Vizcaíno a las costas californianas en 1602-1603 y cuyo diario contiene una de las primeras descripciones por escrito de la costa del estado de Oregón.

## La expedición de Vizcaíno
Aguilar era el comandante de la nave Tres Reyes en la expedición dirigida por Sebastián Vizcaíno. En marzo de 1602, Gaspar de Zúñiga y Acevedo, virrey y conde de Monterrey, encomendó a Vizcaíno dirigir la exploración del litoral californiano en busca de puertos de refugio seguros para el galeón de Manila, también llamado la Nao de la China, que anualmente hacía el viaje de regreso desde Manila a Acapulco (y también iban en búsqueda de la mítica ciudad de Quivira).
Desde el 5 de mayo de 1602 hasta el 21 de febrero de 1603 Vizcaíno comandó tres navíos —el San Diego, la nave insignia, el Santo Tomás y el Tres Reyes— con los que exploró el litoral americano desde el puerto de Acapulco hasta más al norte del cabo Mendocino, acompañado por los cosmográfos Géronimo Martí Palacios y los frailes carmelitas Andrés de la Asunción, Antonio de la Ascensión y Tomás de Aquino. Durante ese viaje fijaron la toponimia correspondiente, levantaron cartas y mapas y prepararon derroteros y diarios detallados de la costa que servirán para la navegación de esos lugares hasta finales del siglo XVIII.
Mientras exploraban a lo largo de la costa norte de California, una tormenta separó los barcos de Aguilar y de Vizcaíno. Mientras Vizcaíno puede que haya llegado hasta la frontera entre los actuales estados de California y Oregon, Aguilar es seguro que continuó remontando la costa, aunque es posible que sólo haya alcanzado la latitud de la actual bahía de Coos.
Aguilar informó de haber avistado un río «rápido y abundante» en el que no entró debido a la corriente. No se sabe qué río divisó, pero algunos mapas del siglo XVIII recogen un «río de Aguilar». Regresó a México a causa del escorbuto entre la tripulación.
Tras la expedición de Vizcaíno y Aguilar, hasta unos 150 años después, no se realizó ninguna otra expedición de exploración de la costa del Pacífico Noroeste, aunque puede que se hayan producido algunos avistamientos accidentales y algunos naufragios.